# Jeanne d'Arc Lemay-Warren
Jeanne-d'Arc Lemay-Warren, née le 27 mars 1922 à Saint-Agapit dans Chaudière-Appalaches et morte le 2 décembre 2022, est une juriste et administratrice québécoise. 
Formée en droit à l'Université Laval, elle a été la première femme admise au Barreau du Québec en 1946. Elle s'était également spécialisée en criminologie à Londres, sous la direction du docteur Herman Mannheim.
Elle a été la directrice du Service des Écoles de protection de la jeunesse au ministère du Bien-être social du Québec de 1948 à 1953. Elle fut également membre de la commission d'enquête Castonguay-Nepveu (sur les soins de santé au Québec). 
En 1970, elle a été nommée juge à la Cour du bien-être social. En 1976, elle a été nommée juge à la Cour supérieure du Québec de 1976, où elle a siégé jusqu'à sa retraite en 1993.